# Nicolas Puech
Pour les articles homonymes, voir Puech.
Nicolas Puech, né le 29 janvier 1943 à Neuilly-sur-Seine, est un homme d'affaires et milliardaire français. 
Il fait partie des familles fondatrices de Hermès, dont il possède 5,7% du capital. 
Il est célibataire et exilé fiscal en Suisse depuis 1999. Un doute plane depuis 2022 sur la possession réelle de ses titres Hermès, et sur sa succession.

## Biographie
Petit-fils de Émile-Maurice Hermès, frère de Bertrand Puech et cousin de Jean-Louis Dumas, il occupe d'abord différents postes clés au sein du Groupe familial Hermès International. Lorsque sa mère meurt en 1996, il possède 4,77% du capital de Hermès. Lorsque sa soeur Odile meurt en 2004, il possède 5,7% du capital.

## Gestion de sa fortune professionnelle
En 2010, face à l'entrée surprise du Groupe de luxe LVMH à hauteur de 22,28 % dans le capital d'Hermès International, Bertrand Puech, son frère, crée une holding, H51, verrouillant ainsi le capital de la société. Le capital de  cette nouvelle structure est détenu par les familles fondatrices du groupe Hermès (Dumas, Guerrand, Puech) mais  Nicolas Puech refuse de participer au projet. Avec 5,7 % du capital d'Hermès, il est considéré comme le plus important actionnaire individuel de la société, et il envisage de les vendre à LVMH, mais l'opération échoue. Il s'ensuit une brouille familiale qui ne s'estompe qu'en 2023 grâce à Agnès Harth, soeur de Nicolas Puech.
Depuis ces évènements, le magazine Challenges estime sa fortune séparément du reste de sa famille. Le périodique le classait donc, à titre individuel, 32e fortune de France en 2015 pour une valeur de 2,2 milliards d'euros, et 40e fortune de France en 2016 avec près de 2 milliards d'euros de patrimoine. En 2019, Forbes le classe 20e fortune française avec 2,9 milliards d'euros. En 2020, sa fortune est comprise entre 3,1 et 4,8 milliards d'euros selon les sources. Sa fortune est estimée à 9,6 milliards de dollars le 28 février 2023 par Forbes.
À partir des années 1990, et jusqu'à septembre 2022, Nicolas Puech confie la gestion exclusive de ses biens professionnels à l'homme d'affaires suisse Éric Freymond,.

## Vie privée et égarement des actions Hermès
Vivant seul et sans enfants, Nicolas Puech crée la fondation Isocrate, puis signe un contrat avec cette fondation afin de la porter héritière de ses titres Hermès. 
Toutefois, Nicolas Puech est de plus en plus proche avec son ancien jardinier marocain devenu son intendant, Abderrazzack Jadil Butrak, un homme de 51 ans marié avec Maria Paz. Il leur fait cadeau de différentes résidences, en Suisse, en Espagne et au Portugal. En septembre 2022, Nicolas Puech demande à l'homme d'affaires Éric Freymond de virer près de 100 000 000 d'euros au couple, mais Freymond refuse ; Puech révoque alors Freymond. Nicolas Puech annonce en février 2023 son intention de laisser une partie significative de sa fortune à Jadil. Lorsque la fondation Isocrate refuse d'annuler le contrat, Puech décide d'adopter Jadil pour faciliter le transfert,.
Toujours dans le souci de sécuriser sa succession, il décide de vendre son paquet de 5 862 615 actions Hermès. Il s'avère alors que ces actions, qui sont enregistrées au porteur, sont introuvables ; en 2024, le doute plane sur le fait que Nicolas Puech aurait ainsi perdu l'essentiel de sa fortune. Freymond et Puech ont des relations extrêmement tendues, par avocats interposés. 